# Society of Experimental Social Psychology
La Society of Experimental Social Psychology (SESP) è un'associazione scientifica e professionale, fondata nel 1965 con lo scopo di diffondere e far progredire la conoscenza della psicologia sociale. 
L'associazione organizza un incontro annuale e cura la pubblicazione delle riviste Journal of Experimental Social Psychology e Social Psychological and Personality Science.

## Storia
Il primo presidente fu Edwin P. Hollander, il quale, insieme al collega Edgar Vinacke, invitò altri 35 ricercatori a formare un ristretto gruppo di persone che condividevano un comune interesse per la psicologia sociale.
Esso nasceva dalla considerazione che le associazioni esistenti all'epoca come l'American Psychological Association presentavano un numero elevato di membri che si occupavano di ambiti della ricerca psicologica fra loro molto differenti. Ciò rendeva opportuna la creazione di un gruppo più ristretto e focalizzato sulle ricerche sperimentali nell'ambito della psicologia sociale.
L'associazione nacque il 1º gennaio 1965 a Chicago, alla presenza di Stanley Schachter, Harold Kelley, Leon Festinger e Solomon Asch, oltre a William McGuire, Albert Pepitone, Marvin Shaw, Ezra Stotland e Fred Strodtbcck.

## Attività
L'iscrizione è nominativa e richiede il soddisfacimento di una serie di requisiti. I membri sono selezionati dall'associazione fra gli psicologi sociali, in possesso di un dottorato di ricerca, autori di articoli su importanti riviste del settore. Durante il suo convegno annuale, l'associazione conferisce ai propri membri tre tipologie di riconoscimenti in base alla produzione di opere degne di menzione e di nota nel campo delle scienze sociali: The Distinguished Scientist Award, The Scientific Impact Award, The Career Trajectory Award e il Dissertation Award.
Il convegno annuale di volta in volta si svolge in una sede differente. È introdotto da brevi workshop tematici, solitamente della durata di un'ora, ai quali segue una discussione in plenaria sullo scopo 
e le iniziative dell'associazione, la promozione di nuove ricerche e la presentazione di alcune pubblicazioni originali. Inoltre, sono presentate statistiche ed eventi per la raccolta di fondi.
La SESP cura la pubblicazione delle seguenti due riviste:
- il Journal of Experimental Social Psychology  è un bisettimanale che, sul modello di Science e di Psychological Science, presenta brevi resoconti delle ricerche inerenti al comportamento sociale umano, condotte da uno o più membri soci.[7] È la rivista ufficiale dell'associazione e il suo ricavato contribuisce al finanziamento del convegno annuale.[8] ;
- il Social Psychological and Personality Science è una rivista trimestrale, alla quale contribuiscono anche l'Association of Research in Personality e l'European Association of Social Psychology.